# 어벤져스 어셈블
《어벤져스 어셈블》(영어: Avengers Assemble)는 미국의 슈퍼히어로 TV 애니메이션으로, 마블 코믹스의 슈퍼히어로 팀 어벤저스를 주인공으로 한다. 《어벤저스: 지구 최강의 영웅들》의 후속 리부트 프로그램으로서, 2012년 영화 《어벤져스》의 성공을 기반 삼아 제작되었다. 다른 마블 애니메이션 《얼티밋 스파이더맨》, 《가디언즈 오브 갤럭시》와는 설정을 공유한다.

## 출연진
- 로라 베일리 - 블랙 위도우, 가모라, 다크스타
- 트로이 베이커 - 호크아이, 레드 가디언, 둠봇, 나이트메어 로키, 휘플래시
- 에이드리언 패스더 - 아이언맨, 독재자 브루토
- 범퍼 로빈슨 - 팔콘, 휴먼 캐넌볼
- 로저 크레이그 스미스 - 캡틴 아메리카, 토고, 그레이트 감보노스, 그림 리퍼, 조이, 레이디오 액티브맨, 나이트메어 윈터 솔저
- 프레드 태터쇼어 - 헐크, 썬더볼, 볼스타그, 링마스터, 크림슨 다이너모, 나이트메어 울트론, 블랙 볼트, 크로스본즈
- 트래비스 윌링햄 - 토르, 불도저, 브록, 트릭 샷, 그로잉맨, 늙은 토르